# Kamen Rider Amazons
Kamen Rider Amazons (仮面ライダーアマゾンズ Kamen Raidā Amazonzu), còn được biết đến với tên Amazon Riders tại các thị trường quốc tế, là một loạt phim chiếu mạng thuộc thể loại tokusatsu của Nhật Bản ra mắt năm 2016. Loạt phim là phiên bản làm lại với tông màu đen tối và nghiêm túc hơn của loạt phim Kamen Rider Amazon được phát hành năm 1974 và là một phần của dự án Super Hero Year của Toei nhằm kỷ niệm 45 năm thương hiệu Kamen Rider.
Phim gồm có hai mùa và một phần phim điện ảnh. Mùa đầu tiên được chiếu trên phiên bản tiếng Nhật của Amazon Prime Video từ ngày 1 tháng 4 năm 2016 và rồi phát sóng trên các kênh BS Asahi và Tokyo MX. Mùa hai được chiếu trên Prime Video vào ngày 7 tháng 4 năm 2017.  Câu chuyện của loạt phim khép lại với bộ phim hậu truyện Kamen Rider Amazons: The Last Judgement được công chiếu tại Nhật vào ngày 19 tháng 5 năm 2018.
Khẩu hiệu của mùa đầu tiên khi phát hành trên nền tảng Amazon Prime Video là "Open Your Amazons" (tạm dịch: Hãy giải phóng Amazon bên trong ngươi), phiên bản truyền hình là "Cuộc săn bắt đầu", và "Ngươi là ai?" trong mùa 2.

## Cốt truyện
Mizusawa Haruka là một chàng trai trẻ hiền lành mang trong mình Tế bào Amazon, được tạo ra bởi Tập Đoàn Chế Dược Nozama. Vì vậy, Haruka có thể biến thành Amazon Omega, một chiến binh hoang dại, trên con đường khẳng định nhân tính của bản thân trong khi chiến đấu chống lại những sinh vật tương tự được gọi là Amazon. Ngoài ra, Haruka còn gặp được Nozama Peston Service (chơi chữ của pest control service nghĩa là dịch vụ diệt trùng), đội săn Amazon của công ty Nozama và Takayama Jin, từng là một nhà sinh học tế bào tại công ty Nozama, giờ đây là Amazon Alpha đang săn lùng các Amazon khác. Sau đó, Maehara Jun, một thành viên của Nozama Peston Service đã chết trong một cuộc tấn công của các Amazon, được hồi sinh thành Amazon Sigma.
Diễn ra 5 năm sau mùa đầu tiên, mùa 2 tập trung vào một nhân vật chính mới tên là Chihiro, một cậu bé đơn độc được nuôi dưỡng bởi những Amazon ghét chúng nhưng phải kìm nén sự thôi thúc ăn thịt người và có thể biến thành Amazon Neo, và sớm được tiết lộ là con trai của Takayama Jin. Nhân vật chính ban đầu Haruka sau đó sẽ có được một dạng nâng cấp được gọi là Amazon New Omega.

## Các Rider

### Mùa 1
| Kamen Rider Amazon Omega | Mizusawa Haruka |
| Kamen Rider Amazon Alpha | Takayama Jin    |
| Kamen Rider Amazon Sigma | Maehara Jun     |

### Mùa 2
| Kamen Rider Amazon New Omega | Mizusawa Haruka |
| Kamen Rider Amazon Neo       | Chihiro         |

### Phim
| Kamen Rider Amazon Neo Alpha | Midō Einosuke |

## Số tập
Một đặc trưng của loạt phim này là chữ cái đầu của tựa đề mỗi tập xuất hiện theo thứ tự bảng chữ cái, trừ tập cuối của mùa 2. Ngoài ra, tập đầu tiên của mùa 1 có cùng tên với tập cuối của mùa 2.

### Mùa 1 (Awakening)
| TT. tổng thể | TT. trong mùa phim | Tiêu đề                   | Thời lượng | Đạo diễn        | Ngày phát hành gốc  |
| ------------ | ------------------ | ------------------------- | ---------- | --------------- | ------------------- |
| 1            | 1                  | "Amazonz"                 | 46 phút    | Ishida Hidenori | 1 tháng 4 năm 2016  |
| 2            | 2                  | "Beast Inside"            | 40 phút    | Ishida Hidenori | 8 tháng 4 năm 2016  |
| 3            | 3                  | "Colony Of Ants"          | 32 phút    | Tasaki Ryuta    | 15 tháng 4 năm 2016 |
| 4            | 4                  | "Die Or Kill"             | 30 phút    | Tasaki Ryuta    | 22 tháng 4 năm 2016 |
| 5            | 5                  | "Eyes In The Dark"        | 29 phút    | Kaneda Osamu    | 29 tháng 4 năm 2016 |
| 6            | 6                  | "For What I Fight"        | 34 phút    | Kaneda Osamu    | 6 tháng 5 năm 2016  |
| 7            | 7                  | "Game Of The Butchers"    | 29 phút    | Ishida Hidenori | 13 tháng 5 năm 2016 |
| 8            | 8                  | "Hero Or Not"             | 27 phút    | Ishida Hidenori | 20 tháng 5 năm 2016 |
| 9            | 9                  | "Into The Cannibal's Pot" | 29 phút    | Tasaki Ryuta    | 27 tháng 5 năm 2016 |
| 10           | 10                 | "Jungle Law"              | 29 phút    | Tasaki Ryuta    | 3 tháng 6 năm 2016  |
| 11           | 11                 | "Killing Day"             | 29 phút    | Tasaki Ryuta    | 10 tháng 6 năm 2016 |
| 12           | 12                 | "Lost In The Fog"         | 30 phút    | Ishida Hidenori | 17 tháng 6 năm 2016 |
| 13           | 13                 | "M"                       | 39 phút    | Ishida Hidenori | 24 tháng 6 năm 2016 |

### Mùa 2 (Reincarnation)
| TT. tổng thể | TT. trong mùa phim | Tiêu đề             | Thời lượng | Đạo diễn        | Ngày phát hành gốc  |
| ------------ | ------------------ | ------------------- | ---------- | --------------- | ------------------- |
| 14           | 1                  | "Neo"               | 39 phút    | Ishida Hidenori | 7 tháng 4 năm 2017  |
| 15           | 2                  | "Orphans"           | 33 phút    | Ishida Hidenori | 14 tháng 4 năm 2017 |
| 16           | 3                  | "Persona Non Grata" | 30 phút    | Tasaki Ryuta    | 21 tháng 4 năm 2017 |
| 17           | 4                  | "Quo Vadis?"        | 30 phút    | Tasaki Ryuta    | 28 tháng 4 năm 2017 |
| 18           | 5                  | "Rambling Roses"    | 30 phút    | Ishida Hidenori | 5 tháng 5 năm 2017  |
| 19           | 6                  | "Schooldays"        | 31 phút    | Ishida Hidenori | 12 tháng 5 năm 2017 |
| 20           | 7                  | "The Third Degree"  | 29 phút    | Tasaki Ryuta    | 19 tháng 5 năm 2017 |
| 21           | 8                  | "Under Wraps"       | 30 phút    | Tasaki Ryuta    | 26 tháng 5 năm 2017 |
| 22           | 9                  | "Vanishing Wings"   | 29 phút    | Tasaki Ryuta    | 2 tháng 6 năm 2017  |
| 23           | 10                 | "Way To Nowhere"    | 29 phút    | Ishida Hidenori | 9 tháng 6 năm 2017  |
| 24           | 11                 | "Xing The Rubicon"  | 31 phút    | Ishida Hidenori | 16 tháng 6 năm 2017 |
| 25           | 12                 | "Yellow Brick Road" | 30 phút    | Tasaki Ryuta    | 23 tháng 6 năm 2017 |
| 26           | 13                 | "AmazonZ"           | 38 phút    | Tasaki Ryuta    | 30 tháng 6 năm 2017 |

## Phim

### Ultra Super Hero Taisen
Một bộ phim crossover có tựa đề Kamen Rider × Super Sentai: Ultra Super Hero Taisen (仮面ライダー×スーパー戦隊 超スーパーヒーロー大戦 Kamen Raidā × Supā Sentai Chō Supā Hīrō Taisen), với sự góp mặt của dàn diễn viên từ Kamen Rider Ex-Aid, Kamen Rider Amazons, Uchu Sentai Kyuranger và Doubutsu Sentai Zyuohger, được phát hành tại Nhật Bản vào ngày 25 tháng 3 năm 2017. Bộ phim kỷ niệm 10 năm Kamen Rider Den-O và còn có sự xuất hiện của tàu vũ trụ Andor Genesis từ trò chơi Xevious, do các nhân vật phản diện chính của phim sử dụng. Phim cũng độc quyền giới thiệu Kamen Rider True Brave do nam diễn viên của Kamen Rider Brave là Seto Toshiki từ Kamen Rider Ex-Aid thủ vai, và nhân vật phản diện Shocker Great Leader III do ca sĩ Diamond Yukai thủ vai. Ngoài ra, các diễn viên từ các bộ phim truyền hình cũ của Kamen Rider và Super Sentai là Odai Ryohei (Kamen Rider Ryuki), Matsumoto Gaku (Shuriken Sentai Ninninger), Maruyama Atsushi (Zyuden Sentai Kyoryuger), và Matsumoto Hiroya (Tokumei Sentai Go-Busters) trong vai diễn tương ứng của họ.

### Phần 1
Một phiên bản được chỉnh sửa lại của Kamen Rider Amazons có tựa đề Kamen Rider Amazons the Movie: Season 1 - Awakening (劇場版 仮面ライダーアマゾンズ Season 1 覚醒 Gekijōban Kamen Raidā Amazonzu Shīzun Wan Kakusei), đã được phát hành tại Nhật Bản vào ngày 5 tháng 5 năm 2018.

### Phần 2
Một phiên bản được chỉnh sửa lại của Kamen Rider Amazons Season 2 có tựa đề Kamen Rider Amazons the Movie: Season 2 - Reincarnation (劇場版 仮面ライダーアマゾンズ Season 2 輪廻 Gekijōban Kamen Raidā Amazonzu Shīzun Tsū Rinne), đã được phát hành tại Nhật Bản vào ngày 12 tháng 5 năm 2018.

### The Last Judgement
Một phần phim hậu truyện có tựa đề Kamen Rider Amazons the Movie: The Last Judgement (仮面ライダーアマゾンズ THE MOVIE 最後ノ審判 Kamen Raidā Amazonzu Za Mūbī Saigo no Shinpan), với câu chuyện diễn ra sau mùa 2 và cũng là cái kết cho loạt phim, được phát hành tại Nhật Bản vào ngày 19 tháng 5 năm 2018.

## Manga
Kamen Rider Amazons Gaiden: Light of Fireflies (仮面ライダーアマゾンズ外伝 蛍火 Kamen Raidā Amazonzu Gaiden Hotarubi), do Shinjiro viết dưới sự giám sát của Kobayashi Yasuko, là một phiên bản manga đóng vai trò ngoại truyện, tập trung vào Amazon Đom Đóm, một trong các Amazon thí nghiệm. Câu chuyện diễn ra trong khoảng thời gian giữa mùa 1 và 2 của Kamen Rider Amazons.

## Diễn viên
- Mizusawa Haruka (水澤 悠): Fujita Tom (藤田 富)
- Takayama Jin (鷹山 仁): Taniguchi Masashi (谷口 賢志)
- Mizusawa Mizuki (水澤 美月): Takeda Rena (武田 玲奈)
- Izumi Nanaha (泉 七羽): Higashi Ayu (東 亜優)
- Shidō Makoto (志藤 真): Shundō Mitsutoshi (俊藤 光利)
- Mamoru (マモル): Kobayashi Ryōta (小林 亮太)
- Takai Nozomi (高井 望): Miyahara Kanon (宮原 華音)
- Misaki Kazuya (三崎 一也): Katsuya (勝也)
- Fukuda Kōta (福田 耕太): Tanabe Kazuya (田邊 和也)
- Tachibana Yūgo (橘 雄悟): Kamio Yū (神尾 佑)
- Kanō Shōgo (加納 省吾): Komatsu Toshimasa (小松 利昌)
- Mizusawa Reika (水澤 令華): Katō Takako (加藤 貴子)
- Tenjō Takaaki (天条 隆顕): Fujiki Takashi (藤木 孝)

Chỉ có ở Mùa 1
- Ōtaki Ryūsuke (大滝 竜介): Baba Ryōma (馬場 良馬)
- Maehara Jun (前原 淳): Asahina Hiroshi (朝日奈 寛)

Chỉ có ở Mùa 2
- Chihiro (千翼): Maejima Yō (前嶋 曜)
- Hoshino Iyu (星埜 イユ): Shiramoto Ayana (白本 彩奈)
- Kurosaki Takeshi (黒崎 武): Miura Kōta (三浦 孝太)
- Fudamori Ichirō (札森 一郎): Momiki Yoshito (籾木 芳仁)
- Nagase Hiroki (長瀬 裕樹): Akaso Eiji (赤楚 衛二)
- Yamashita Takumi (山下 琢己): Miura Kairi (三浦 海里)
- Kitamura Kenta (北村 健太): Dōmoto Shōhei (堂本 翔平)
- Hoshino Hajime (星埜 始): Yamasaki Jun (山崎 潤)

### Diễn viên khách mời
Mùa 1
- Kukizono (久木園): Motohashi Yuka (本橋 由香)
- Shitashimo Sōji (下霜 草司): Yuge Tomohisa (弓削 智久)
- Koyama Hajime (小山 ハジメ): Tamoto Soran (タモト 清嵐)
- Mika (ミカ): Sawai Miyū (沢井 美優)
- Sawaguchi (沢口): Shibata Akiyoshi (柴田 明良)

Mùa 2
- Fujio (藤尾): Kasahara Shinji (笠原 紳司)

## Ca khúc chủ đề
- "Armour Zone"
  - Viết lời: Sugiyama Mike（杉山麦／マイク・スギヤマ）
  - Sáng tác: Yamada Nobuo（山田信夫）
  - Phối khí: Takahashi Tetsuya（高橋哲也）
  - Biểu diễn: Kobayashi Tarō（小林太郎）[13]

Ca khúc chủ đề của mùa đầu tiên. Ca khúc này cũng được dùng làm ca khúc đầu phim cho phiên bản truyền hình của loạt phim.

- "DIE SET DOWN"[7]
  - Viết lời: Sugiyama Mike（杉山麦／マイク・スギヤマ）
  - Sáng tác: Yamada Nobuo（山田信夫）
  - Phối khí: Takahashi Tetsuya（高橋哲也）
  - Biểu diễn: Kobayashi Tarō（小林太郎）

Ca khúc chủ đề của mùa hai.